# ¿Quién es tu padre?
"¿Quién es tu padre?" (en inglés: "Who's your father?") es el vigésimo tercer episodio de la segunda temporada de la serie estadounidense House. Fue transmitido el 16 de mayo de 2006 en Estados Unidos.

## Sinopsis
Todo comienza cuando en un avión Dylan Crandall (un viejo compañero universitario de House) acompaña a su "hija" (ya que aún no se sabe) Leona (Aasha Davis), después del Katrina de Nueva Orleans. Leona se levanta para ir al baño y sufre alucinaciones sobre una inundación del avión.
Al llegar al hospital, House no quiere aceptar el caso, porque le parece aburrido pero Dylan le pide que cure a Leona, House acepta por interés en que si es su hija y porque Leona es nieta de la leyenda del jazz Jesse Backer. Durante los tratamientos Leona sufre un shock cardiogénico, además de las alucinaciones.
House promete a Crandall que no tomará una muestra de ADN para una prueba de paternidad. Lo hace de todos modos, aunque nunca le dice los resultados. En una prueba, House trata de inducir una alucinación pero este casi le rompe un dedo a Leona; Wilson acosa a House sobre su amistad con Dylan, pero, por fin es reconfortable saber que su amigo estará ahí para protegerlo.
Mientras tanto Cuddy busca ser madre por medio de un donante de esperma, pero debe recibir al menos dos inyecciones al día, le pide a House que se las ponga, mostrándose amable y reprochándole a Cuddy que buscar un donante de esperma es algo más que mera coincidencia y que debe elegir alguien que le agrade, Cuddy le constesta sarcásticamente, ¿como tú?, House le devuelve "no, alguien que te guste".
Leona empeora todavía más, la peristalsis inversa provoca que sus intestinos se vacíen hacia atrás y en su boca. Aunque Foreman le ha diagnosticado un infección fúngica, los antihongos de amplio espectro no están funcionando. House sermonea a Leona para que admita que se quedó en Nueva Orleans cuando ocurrió el huracán con la intención de que puedan identificar la infección por hongos específica.

### Atención clínica de rutina
House detesta realizar atención clínica de rutina porque lo aburre la ausencia de problemas médicos graves y complejos. En este capítulo atiende a un niño con la piel de color rojizo. Su madre piensa que puede ser Ictericia, pero House descubre que se ha teñido con la pintura del sofá donde se recuesta a dormir.

## Diagnóstico
Hemocromatosis, que facilitó un posterior contagio de zigomicosis.
- Datos: Q5227546